# 源当元
源 当元（みなもと の まさもと）は、平安時代前期の貴族。文徳源氏、右大臣・源能有の子。官位は従五位上・讃岐介。

## 経歴
元慶8年（884年）光孝天皇の即位に伴って従五位下に叙爵し、仁和2年（886年）紀伊権介に任ぜられる。その他、讃岐介を務め、位階は従五位上に昇ったとされる。

## 官歴
『日本三代実録』による。
- 時期不詳：正六位上
- 元慶8年（884年）2月23日：従五位下
- 仁和2年（886年）2月21日：紀伊権介
- 時期不詳：従五位上。讃岐介[1]

## 系譜
- 父：源能有
- 母：不詳
- 妻：不詳
  - 男子：源人鑑